# Come On A My House
「Come On A My House」是Hey!Say!JUMP的第10张单曲。於2013年6月26日由J Storm发售。

## 概要
与前作「SUPER DELICATE」以来，约1年4个月的发售。是2013年最初发售的单曲。
分为初回限定盘1、初回限定盘2、通常盘3种形式发售。
标题曲「Come On A My House」是由Hey!Say!JUMP代言的电视广告『佛蒙特咖哩』的歌曲。

## 收录曲

### 初回限定盘1

#### CD
1. Come On A My House
  - 作词：Komei Kobayashi、作曲：马饲野 康二、编曲：生田 真心
2. Come On A My House（オリジナル・カラオケ）

#### DVD
1. Come On A My House（音乐影片＋Making映像）

### 初回限定盘2

#### CD
1. Come On A My House
2. Just For You（Hey!Say!7）
  - 作词：Komei Kobayashi、作曲：Alex Gerings/Andy Simon、编曲：立山 秋航
3. スクランブル（Hey!Say!BEST）
  - 作词：薮宏太、作曲：龙、编曲：铃木 雅也
4. Come On A My House（オリジナル・カラオケ）
5. Just For You（オリジナル・カラオケ）
6. スクランブル（オリジナル・カラオケ）

### 通常盘

#### CD
1. Come On A My House
2. BOUNCE
  - 作词：Komei Kobayashi、作曲：Tommy Clint、编曲：Tommy Clint
3. New Hope～ こんなに僕らはひとつ
  - 作词：松井 五郎、作曲：STEVEN LEE、编曲：CHOKKAKU、Song Co-ordination：JOEY CARBONE
4. Come On A My House（オリジナル・カラオケ）
5. BOUNCE（オリジナル・カラオケ）
6. New Hope～ こんなに僕らはひとつ（オリジナル・カラオケ）